# Asbury Theological Seminary
Asbury Theological Seminary ist eine multikonfessionelle theologische Hochschule in Wesleyanischer Tradition mit Sitz in Wilmore in Kentucky. Ein weiterer Campus besteht in Orlando in Florida.

## Geschichte

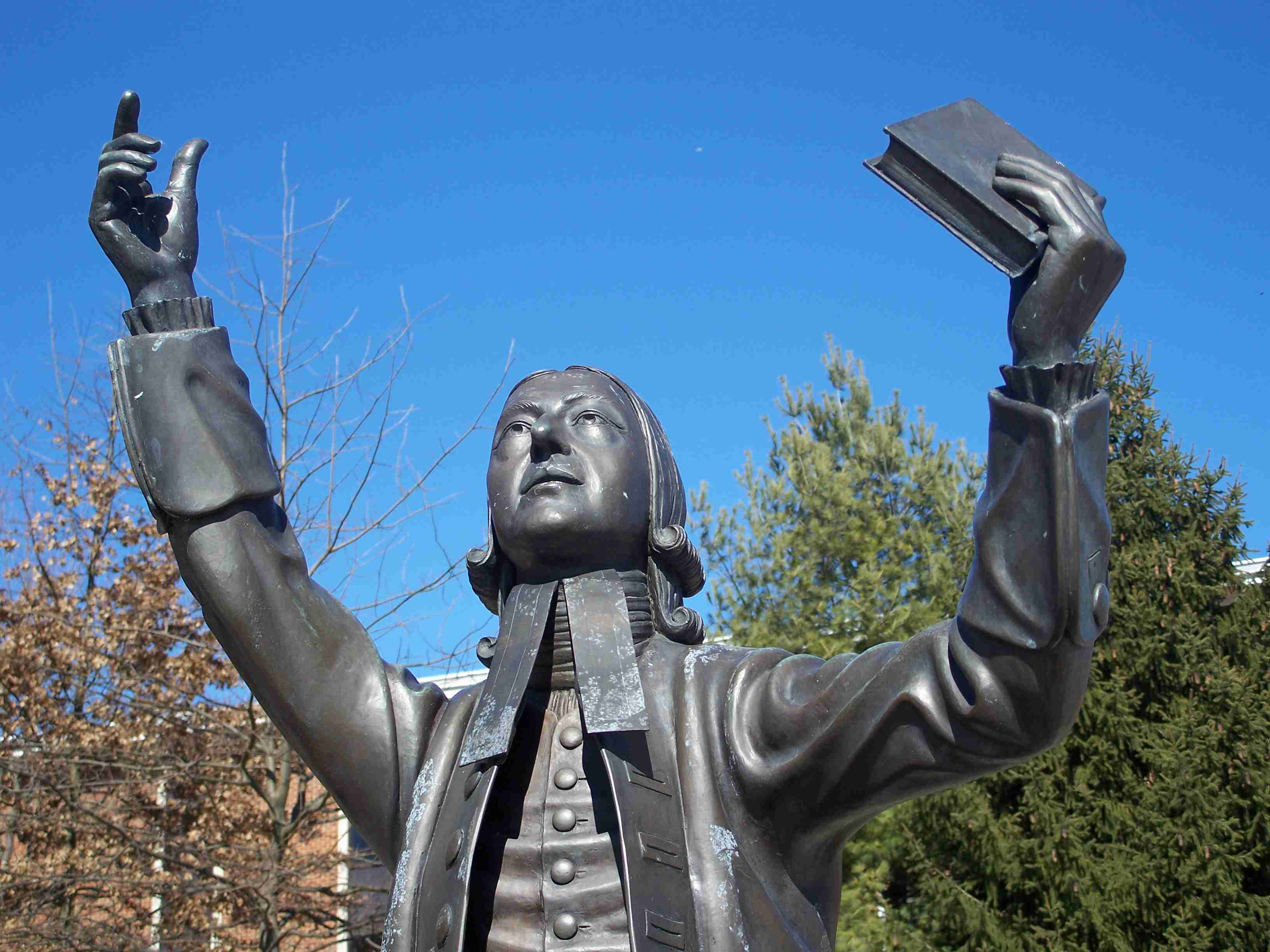
Statue von John Wesley auf dem Wilmore Campus des ATS

1790 gründete Francis Asbury fünf Kilometer südlich von Wilmore die Bethel Academy, eine methodistische Ausbildungsstätte. Es war die erste Schule, die westlich der Allegheny Mountains eröffnet wurde. 1891 wurde sie von Kentucky Holiness College in Asbury College umbenannt.
Asbury Theological Seminary wurde 1923 in Wilmore durch seinen ersten Präsidenten, Henry Clay Morrison, gegründet. Morrison war zu jenem Zeitpunkt auch Präsident des Asbury College.
1940 trennte sich das Asbury Seminary von dem College, um Akkreditierungsvorgaben besser erfüllen zu können. Wegen der räumlichen Nähe der beiden Schulen (die auf gegenüberliegenden Seiten derselben Straße sind) sowie des ähnlichen Namens und der gemeinsamen theologischen Tradition verwechseln viele die beiden Institutionen. Sie sind jedoch unabhängige Körperschaften.

Am 24. Mai 1983 wurde The Francis Asbury Society durch Dennis F. Kinlaw und Harold Burgess ins Leben gerufen wurde, die sich der Verbreitung evangelistischer Literatur verschrieben hatte.

## Studiengänge
Asbury Theological Seminary bietet im Jahr 2024 verschiedene Studienrichtungen an, worin akademische Abschlüsse gemacht werden können: Theologie und Biblische Studien (englisch: Biblical Studies), Interkulturelle Studien, Christliche Erziehung, Gottesdienstgestaltung (Christian Ministries), Mission und Kirchengründung, Leadership, Ehe- und Familienberatung, Gesundheitsberatung (Health Counseling), Seelsorge und geistliche Begleitung (Spiritual Care) und Jugendarbeit.

## Theologische Ausrichtung
Asbury Theological Seminary versteht sich als eine evangelikale Ausbildungsstätte, die im Methodismus verwurzelt ist und zugleich gegen hundert verschiedenen Kirchen dient. Bibeltreue, geistliche Bildung und Nachfolge Jesu sind grundlegende Eckpfeiler, damit alle an der Ausbildung Beteiligten Gottes Wahrheit, Schönheit, Güte und Heiligkeit reflektieren können. Eine so verstandene Lerngemeinschaft ist von der Gnade Gottes abhängig und fördert gute Beziehungen, gegenseitiges Vertrauen und Respekt, ethisches Verhalten und Korrektur, Vergebungsbereitschaft und Disziplin.

## Lehrkörper
- Ben Witherington, Professor für Neues Testament
- Jerry Walls, Professor für Religionsphilosophie
- Ellsworth Kalas, Interim Präsident und Professor für Homiletik
- Larry Wood, Professor für Methodistische Praxis und Theologie

## Ehemalige
- Eli Stanley Jones (1884–1973), Theologe, Missionar in Indien, Redner, Buchautor und Berater (Abschluss Asbury College 1907)
- Thomas C. Oden (1931–2016), Systematischer Theologe und Autor (Doktor in Literatur Asbury College)
- Ted Strickland (class of 1967), Gouverneur von Ohio und ehemaliges Mitglied des Repräsentantenhauses
- James W. Holsinger, M.Div., Staatssekretär im Kriegsveteranenministerium